# 1060.
1060. je sedmo desetletje v 11. stoletju med letoma 1060 in 1069. 